# 659
| 659                |
| ------------------ |
| Dødsfald - Fødsler |
|                    |

| Gregoriansk kalender | 659 DCLIX               |
| Ab urbe condita      | 1412                    |
| Armensk kalender     | 108 ԹՎ ՃԸ               |
| Kinesiske kalender   | 3355 – 3356 戊午 – 己未 |
| Etiopisk kalender    | 651 – 652               |
| Jødisk kalender      | 4419 – 4420             |
| Hindukalendere       |                         |
| - Vikram Samvat      | 714 – 715               |
| - Shaka Samvat       | 581 – 582               |
| - Kali Yuga          | 3760 – 3761             |
| Iransk kalender      | 37 – 38                 |
| Islamisk kalender    | 38 – 39                 |

Se også 659 (tal)

## Dødsfald
- Sankt Gertrud, helgeninde fra Brabant (født 626).